# چیتوریو
چیتوریو (به ژاپنی: 千唐流) یکی از سبک‌های کاراته است که بدست تسویوشی چیتوسه (به ژاپنی: 千歳 强直) (زاده ۱۸۹۸ - درگذشته ۱۹۸۴) در سال ۱۹۴۶ میلادی بنیان نهاده‌شد. نام این سبک برگرفته از چی(千 - به معنی ۱۰۰۰)، تو (唐 - که به معنی چین آمده‌است اما در اصل به دودمان تانگ در چین اشاره می‌کند) و ریو (流 - به معنی روش) است؛ نام آن در به معنی روش چینی هزارساله است.
چیتوریو را یک هنر رزمی ژاپنی به حساب می‌آورند چون چیتوسه آن را هنگامی که در کوماموتو (شهری در جنوب شرقی جزیره هونشوی ژاپنی) بود بنیان نهاد. اما با این حال بسیاری از تمرین‌کنندگان فعلی آن آنرا از هنرهای رزمی اوکیناوا به حساب می‌آورند چون تکنیک‌ها و ریشه آن به توده سنتی اوکیناوایی (唐手) برمی‌گردد. این نظر هنگامی تضمین شد که چیتوسه، بنیان‌گذار این سبک، ابتدا موفق به دریافت درجه جودان در سال ۱۹۵۸ و سپس درجه هانشی در سال ۱۹۶۸ از ذن اوکیناوا کاراته کوبودو رنگو کای شد.